# Jetty Paerl

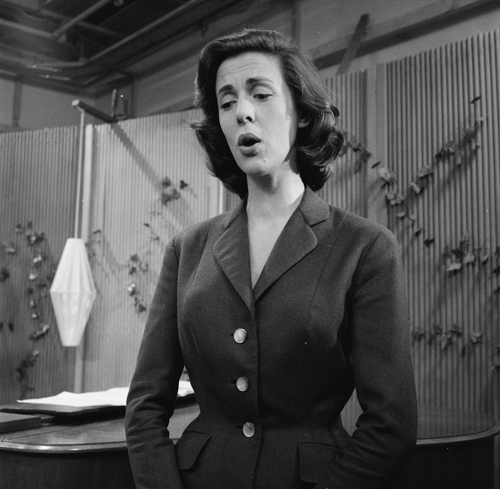
Jetty Paerl (1956)

Jetty Paerl, född 27 maj 1921 i Amsterdam, död 22 augusti 2013, var en nederländsk sångerska.
Jetty Paerl var dotter till den nederländska filmproducenten Jo Paerl. Familjen var judisk. Under andra världskriget, då Nederländerna var ockuperat av Nazityskland, bodde hon i London. Hon arbetade här för Radio Oranje, den nederländska exilregeringens radioprogram som sändes genom brittiska BBC. Hon stod för underhållning genom att sjunga sånger, många skrivna av hennes far. Hos den nederländska befolkningen blev hon känd som ”Jetje van Radio Oranje”.
Paerl var medlem av Vrouwen Hulpkorps (sv: Kvinnornas hjälpkår). Vid sin hemkomst till Amsterdam hade flera av hennes familjemedlemmar avlidit som en följd av kriget. Hon gifte sig med tecknaren Cees Bantzinger 1951. Tillsammans fick de dottern Anne-Rose Bantzinger.
Paerl framförde den första sången i den allra första upplagan av Eurovision Song Contest, som hölls i Lugano i Schweiz 1956. Paerl blev därmed historisk som den artist som inledde hela Eurovision Song Contest. Hon representerade Nederländerna i tävlingen med sången De Vogels van Holland, skriven av Annie M.G. Schmidt och komponerad av Cor Lemaire. I 1956 års tävling deltog varje land med två bidrag och Nederländernas andra representant var Corry Brokken.
Paerl var en framträdande sångerska i Nederländerna under 1950- och 1960-talen och gav ut flera skivor. Hon medverkade i BBC-dokumentären The World at War från 1970.